# Emeks
Emeks (Emex (Neck. ex Campd.) T.M.Schust. & Reveal) – w zależności od ujęcia systematycznego – dawniej zwykle rodzaj roślin z rodziny rdestowatych (Polygonaceae), współcześnie podrodzaj w obrębie rodzaju szczaw Rumex w tej samej rodzinie. Obejmuje dwa gatunki pochodzące z południa i północy Afryki oraz basenu Morza Śródziemnego, ale rozprzestrzenione na całym świecie w strefach od umiarkowanej ciepłej do tropikalnej. Oba na różnych obszarach bywają problematycznymi gatunkami inwazyjnymi i chwastami, zwłaszcza w Stanach Zjednoczonych i Australii.

## Morfologia
PokrójRośliny jednoroczne z korzeniem palowym i pędem nagim, pokładającym się do wyprostowanego.
LiścieSkrętoległe, ogonkowe. Gatka często odpadająca. Blaszka liściowa ma nieco strzałkowaty, trójkątny lub owalny kształt. Jest całobrzega, rzadko bardzo słabo karbowana lub ząbkowana.
KwiatyJednopłciowe, zebrane w kłosokształtne kwiatostany, rozwijające się w kątach liści lub na szczytach pędów.
OwoceTrójboczne niełupki okryte w trwałym okwiecie.

## Systematyka
Rodzaj tradycyjnie wyróżniany w obrębie plemienia Rumiceae i podrodziny Polygonoideae w rodzinie rdestowatych (Polygonaceae). Analizy molekularne wykazały zagnieżdżenie tego taksonu w obrębie rodzaju szczaw Rumex. Zaliczane tu dwa gatunki okazały się zajmować pozycję bazalną w stosunku do jednego z dwóch głównych kladów obejmujących gatunki z rodzaju szczaw (skupiającego podrodzaj Acetosa wraz z zagnieżdżonymi w nim i włączonymi do niego dawniej wyodrębnianymi podrodzajami Acetosella i Platypodium). Po ustaleniu takiej relacji Emex włączony został jako podrodzaj do rodzaju Rumex. 
Wykaz gatunków
Aktualne nazwy według Plants of the World online i tradycyjne, w ujęciu wyodrębniającym rodzaj Emex w randze rodzaju:
- Rumex hypogaeus T.M.Schust. & Reveal ≡ Emex australis Steinh.
- Rumex spinosus L. ≡ Emex spinosa (L.) Campd. – emeks ciernisty